# Еджвуд (Нью-Мексико)
Еджвуд (англ. Edgewood) — місто (англ. town) в США, в окрузі Санта-Фе штату Нью-Мексико. Населення — 6174 особи (2020).

## Географія
Еджвуд розташований за координатами 35°8′16″ пн. ш. 106°12′55″ зх. д. / 35.13778° пн. ш. 106.21528° зх. д. (35.137893, -106.215241).  За даними Бюро перепису населення США в 2010 році місто мало площу 126,17 км², з яких 126,14 км² — суходіл та 0,04 км² — водойми.

## Демографія
Згідно з переписом 2010 року, у місті мешкало 3735 осіб у 1431 домогосподарстві у складі 1037 родин. Густота населення становила 30 осіб/км².  Було 1563 помешкання (12/км²).
Расовий склад населення:
| - 85,6 % — білих - 3,0 % — корінних американців - 1,0 % — чорних або афроамериканців - 0,9 % — азіатів - 0,1 % — вихідців з тихоокеанських островів - 6,1 % — осіб інших рас |

До двох чи більше рас належало 3,3 %. Частка іспаномовних становила 23,7 % від усіх жителів.
За віковим діапазоном населення розподілялося таким чином: 25,0 % — особи молодші 18 років, 64,3 % — особи у віці 18—64 років, 10,7 % — особи у віці 65 років та старші. Медіана віку мешканця становила 42,4 року. На 100 осіб жіночої статі у місті припадало 100,5 чоловіків;  на 100 жінок у віці від 18 років та старших — 101,1 чоловіків також старших 18 років.
Середній дохід на одне домашнє господарство  становив 78 580 доларів США (медіана — 57 386), а середній дохід на одну сім'ю — 89 693 долари (медіана — 63 194). Медіана доходів становила 75 216 доларів для чоловіків та 40 298 доларів для жінок. За межею бідності перебувало 7,7 % осіб, у тому числі 7,0 % дітей у віці до 18 років та 14,1 % осіб у віці 65 років та старших.
Цивільне працевлаштоване населення становило 1692 особи. Основні галузі зайнятості: освіта, охорона здоров'я та соціальна допомога — 27,3 %, науковці, спеціалісти, менеджери — 21,5 %, мистецтво, розваги та відпочинок — 8,3 %, фінанси, страхування та нерухомість — 8,1 %.

## Відомі люди
- Кендіс Кінг (провела дитинство) — американська акторка (Керолайн Форбс у «Щоденниках вампіра» та «Первородних»).